# 도요토미씨
도요토미 씨(일본어: 豊臣氏 도요토미시[*])는 일본의 성씨 가운데 하나이다. 가바네는 아손(朝臣)으로, 흔히 아즈치 모모야마 시대의 정치인이자 군사전략가로써 센고쿠 시대를 사실상 종결시켰다는 평가를 받고 있는 태합(太閤) 도요토미 히데요시(豊臣秀吉)의 일족을 뜻한다.

## 도요토미씨의 시작과 확대
농민 출신으로써 입신한 히데요시는 원래는 헤이시(平氏)를 자처했던 것으로 보인다. 일본 조정의 관리 임명 기록인 《공경보임》(公卿補任) 덴쇼(天正) 11년(1583년) 무렵 기사에는 「산기(参議) 종4위하」(参議従四位下)로 되어 있었던 것이, 간파쿠(関白) 취임 직전인 덴쇼 13년(1585년)에는 「다이다이진 정2위」(内大臣正二位)까지 올랐고, 그 성명을 「다이라노 히데요시」(平秀吉)로 기재하고 있다. 집안이 별볼일 없는 농민 출신이었던 히데요시였기에 그는 주군으로 섬겼던 오다 노부나가의 씨를 모방한 것으로 여겨진다.
그리고 덴쇼 13년 7월에 히데요시는 간파쿠로 취임했고, 전임 간파쿠 고노에 사키히사의 양자가 되어 헤이시에서 후지와라씨(藤原氏)로 바꾸었다. 후지와라씨가 아닌 자는 간파쿠가 될 수 없었기 때문이었다.
히데요시가 후지와라에서 다시 「도요토미」로 씨를 바꾼 시기는 명확하지 않다. 오시코지(押小路) 집안에 소장된 문서에는 후지와라 씨를 도요토미 씨로 바꾸기를 조정에 청하는 히데요시 본인의 상주문과, 이에 대한 덴쇼 13년(1585년) 9월 9일자 개성(改姓)을 허가한다는 내용의 선지(宣旨)가 남아 있다. 한편 공경보임에는 덴쇼 14년(1586년)즈음에 히데요시를 「도 히데요시」(藤秀吉, 후지와라노 히데요시)로 기재하고 그 위에 「어느 즈음부터 후지와라 성을 고쳐 도요토미 성으로 하였다 한다」(ーー藤原姓を改め豊臣姓となすと云々)는 내용의 주가 달려 있다. 「ーー」이라고 적은 것은 「날짜는 확실하지 않다」는 의미다. 이것으로 미루어 히데요시가 도요토미 성을 칭하게 된 것은 덴쇼 14년(1586년)이 되어서의 일이 아닐까 추정된다. 또 공경보임에서 히데요시를 「부 히데요시」(豊秀吉, 도요토미 히데요시)라고 적는 것은 덴쇼 15년(1587년)부터이다.
히데요시의 관위 서임에 대해서는 덴쇼 10년(1582년) 10월 3일에 사콘노에노쇼조(左近衛少将), 이듬해 5월 22일에 산기 등으로 임명되었다고 되어 있는데, 그것을 명시한 문서가 남아 있는 것으로 볼 때 후에 일어난 일을 그 날짜를 바꾼 위작일 가능성이 적지 않다. 당시의 히데요시에게 날짜를 조작한 문서를 위조하는 것은 흔히 벌어지는 일이었고 조정의 구게(公家)들로써도 천황에게 날짜를 소급한 문서 발급을 요청하는 것은 반쯤 일상적인 일이었다는 지적이 있다. 『오시코지 집안의 문서에 보이는 히데요시 본인의 상주문과 선지도 같은 성질의 것으로 보인다(『대일본사료』제11편 20 덴쇼 13년 9월 9일조 등). 실제 히데요시가 후지와라 씨에서 도요토미 씨로 성을 바꾼 시점은 덴쇼 14년(1586년) 12월 19일에 태정대신(太政大臣)으로 임명된 것을 계기로 이루어진 일이라는 것이 통설로 되어 있다(『国史大辞典』 등)
이유에 대해서는 여러 설이 있지만, 히데요시가 우필(右筆) 오무라 유코(大村由己)에게 집필하게 한 『임관지사』(任官之事, 별명 『관백임관기』)에서는 「옛 성을 잇는다는 것은 사슴이나 소의 발자국을 밟는 것과 같다」고 하여 단순한 전례 답습은 거부한다는 뜻을 밝히고 「나의 천하를 지켜 후대에 남겨주고자 한다. 다만 새롭게 다른 성을 정하는 것으로 시작할 것이다」라고 하여 히데요시 스스로가 특별하고 걸출한 인물로써 기존의 겐페이도시쓰(源平藤橘)로 대표되는 무가의 성에 이은 또 하나의 새로운 우지를 창시하였다, 는 하나의 선언이었다.
「도요토미」의 어원이 무엇인지는 여러 설이 있으나 확실한 것은 없다. 다만 히데요시는 기회가 있을 때마다 자신의 가신들이나 그 배신들에게까지 자신의 도요토미 성을 나눠주었다. 도요토미 정권 아래서 관위 제수는 히데요시의 의지에 달려 있었다. 히데요시에게서 구두로 관위 제수를 받고 그 자리에서 곧장 그 관위를 정식으로 받을 수도 있었으며(히데요시가 전쟁을 위해 교토를 떠나 있었을 때는 그러한 사례가 자주 보인다) 교토의 조정은 그저 이를 추인하고 사후 선지・구선안(口宣案) 등을 내려 관위 임명에 관한 문서를 작성해 주는 게 고작이었고, 그나마 그 문서에는 본인의 혼세(本姓)가 겐지(源氏)건 후지와라 씨건 일률적으로 「도요토미노 아손 아무개」(豊臣朝臣某)라고 기재되었다. 도요토미 씨는 이렇게 확대되어 많은 수의 구성원을 확보하게 되었다.
말해둘 것은 히데요시는 「하시바」(羽柴)에서 곧장 「도요토미」로 고친 것이 아니다. 하시바에서 「후지와라」를 거쳐 이 후지와라에서 다시 「도요토미」로 고친 것이다. 「하시바」는 묘지(名字, 苗字)이고 「도요토미」는 우지(氏)로 서로 이질적인 것이다.

## 히데요시 사후의 도요토미씨
도요토미 가문은 1590년 오다와라 정벌을 계기로 센고쿠 시대를 종결시키며 일본을 사실상 통치하는 가문의 위치까지 올랐다. 그러나 도요토미 씨의 확대는 히데요시가 개인의 권력으로 관위 서임권을 독점하는 동시에 관위 서임 문서의 내용을 마음대로 고칠 수도 있었던 데서 비롯되었고, 게이초(慶長) 3년(1598년)에 히데요시가 죽은 뒤에는 당연하게도 그 수가 줄어들었다. 도쿠가와 이에야스(徳川家康)와 그 일문이 「하시바」라는 묘지(名字)와 「도요토미」라는 우지를 쓰는 것을 그만두고, 게이초 8년(1603년)에는 이에야스가 「닛타」(新田) 「도쿠가와」 등의 묘지를 사용해 「미나모토노 아손 이에야스」(源朝臣家康)로써 세이이타이쇼군(征夷大将軍)이 된 것은 널리 알려져 있다. 그러나 이에야스는 이 단계에서 또한 생전 히데요시가 배타적으로 관위 서임권을 독점하던 것을 답습하지는 않았고, 히데요시의 뒤를 이어 하시바 종가(宗家)의 당주가 된 히데요리(秀頼)가 오사카성(大坂城)에서 그 자신의 직속 가신에 대한 관위 서임을 변함없이 독자적으로 이어갔다.
또한 여러 다이묘(大名)들이 하시바 묘지나 도요토미 우지를 사용할지 말지는 기본적으로는 다이묘 본인의 판단에 맡겨졌다. 예를 들어, 세키가하라 전투에서 승리한 뒤 이에야스의 쇼군 임명과 함께 게이초 8년(1603년)에 이케다 데루마사(池田輝政)가 우콘노에노곤노쇼조(右近衛権少将)로 임명되었는데, 이것은 「도요토미노 아손 데루마사」(豊臣朝臣輝政)라는 이름으로써 임명된 것이었다. 또한 같은 해 야마우치 가즈토요(山内一豊)가 종4위하 관위를 받고 사도노카미(土佐守)로 임명되었을 때도 「도요토미노 아손 가즈토요」(豊臣朝臣一豊)라는 이름으로 임명되었다. 이것도 게이초 8년의 일로, 가토 기요마사(加藤清正)는 세키가하라 전투에서 세운 공으로 히고국(肥後国) 전역을 영유하게 되어 가즈에노카미(主計頭)에서 히고노카미(肥後守)로 옮겼을 뿐 아니라 그 전까지 사용하던 「다이라노 아손 기요마사」(平朝臣清正)에서 「도요토미노 아손 기요마사」(豊臣朝臣清正)로 고치고 있다. 이른바 “도요토미 은고(豊臣恩顧)”, 즉 히데요시 생전 히데요시로부터 중용되었던 다이묘의 대표격인 기요마사와는 달리 데루마사는 이에야스의 사위였고 가즈토요는 「오야마 평정」(小山評定)의 일화에서 보이듯 유명한 친도쿠가와파였는데, 이런 점에서 봐도 특별히 이에야스의 눈치를 본 듯한 구석은 보이지 않는다.
그 뒤로도 이케다 데루마사의 장남 데루나오(輝直, 훗날의 도시카쓰利隆), 가토 기요마사의 차남 기요타다(清孝, 다다마사忠正), 후쿠시마 마사노리(福島正則)의 차남 다다키요(忠清, 훗날의 다다카쓰忠勝) 등, 도요토미 씨의 재생산은 이어졌다. 후쿠시마 다다카쓰의 경우 휘(諱)는 쇼군 히데타다(秀忠)에게서 한 글자를 받았고 에도 막부(江戸幕府)를 거친 관위 서임이었음에도 불구하고 막부는 다이묘들의 도요토미 씨 사용을 막거나 하지 않았다. 히데요리가 건재했다는 점을 전제하고서라도 히데요시가 이미 기정사실화한 것은 훗날의 에도 막부에까지 그 영향을 남겼던 것이다.

## 에도 시대의 도요토미씨
게이초 20년(1615년) 7월에 오사카 여름 전투에서 오사카 성의 하시바 종가가 멸망하고, 그때까지 하시바 묘지나 도요토미 씨를 공식적으로 유지해오던 다이묘들은 모조리 그 사용을 그만두었다. 후쿠시마 마사노리의 집안에서는 하시바에서 후쿠시마로 묘지를 바꾸었고, 옛 성인 다이라 씨(平氏)가 아닌 새로이 후지와라 씨(藤原氏)로 고쳤다. 이것은 딱히 막부에서 금지했다기보다는 종가가 멸망하면서 자연스럽게 없어졌다고 해석된다.
다만 히데요시의 정실 고다이인(高台院)의 형제들 및 그 자손의 경우는 하시바에서 기노시타(木下)로 묘지를 바꾸어, 도요토미 씨는 그대로 이름을 이어갔다. 《관정중수제가보》(寛政重修諸家譜)에서는 도요토미를 혼세(本姓)로 삼는 다이묘 집안에 대해서, 빗추 국(備中國) 아시모리(足守) 25,000석의 기노시타 집안과 분고 국(豊後國) 히데(日出) 25,000석의 기노시타 집안, 그리고 하타모토(旗本)로써 아시모리 기노시타 씨의 분가 한 곳과 히데 기노시타 집안의 분가 두 곳이 실려 있다. 그 중 기노시타 도시쓰구(木下利次)는 고다이인의 양자가 되어 도요토미의 사직을 이어받도록 허락받았다.
또한 조정의 지하관인(地下官人) 가운데 일찍이 료구치 부시(滝口武者)를 재흥시킨 「료구치」36건이 있는데, 그 가운데 하나인 기노시타 집안은 혼세를 도요토미로 칭했으며, 메이와(明和) 5년(1768년)에 기노시타 히데미네(木下秀峯)가 료구치에 보임된 것을 시초로 한다. 히데미네는 당초 「시게미네」라는 이름을 썼지만, 안에이(安永) 7년(1778년)에 이름을 히데미네로 고쳤다. 이는 명백히 「히데요시」를 의식한 휘로 보이는데, 히데미네의 전력이나 계보 관계 등은 불확실하다. 히데미네의 집안은 이후 히데미네 － 히데토키(秀時) － 히데야마(秀敬) － 히데쿠니(秀邦) － 히데모토(秀幹)－히데아리(秀有)로 막말까지 이어졌다. 위부(衛府)의 사칸(志)에서 조(尉)를 거쳐 여러 구니의 고쿠시(国司, 대체로 스케介ま까지)를 지낸 것, 관위는 정육위하까지 오른 것이 가장 높은 승진이었다. 그 밖에 다른 지하관인 가운데에서도 도요토미 성을 칭한 집안이 몇 곳 확인된다.
그 뒤 메이지 시대(明治時代)에 우지가 폐지되기까지 도요토미 씨에 근원을 두는 새로운 우지가 나오는 일은 없었다.